# Вяземський ВТТ
Вяземський ВТТ (рос. ВЯЗЕМСКИЙ ИТЛ, Вяземлаг, Упр. Строительства и Вяземлага ГУШОСДОРа) — підрозділ, що діяв у структурі Головного управління виправно-трудових таборів Народного комісаріату внутрішніх справ СРСР (ГУЛАГ НКВС).
Час існування: організований 05.02.36 ;

закритий 22.07.42 — (перейменований в Будівництво ГУШОСДОРА МВД № 1 і ВТТ).

## Підпорядкування і дислокація
- ГУЛАГ з 05.02.36;
- ГУЛЖДС не пізніше 02.04.41;
- ГУАС з 02.07.41;
- ГУШОСДОР з 14.02.42.

Дислокація: Смоленська область, м.Вязьма з 05.02.36 до евакуації в 1941 ;

Пензенська область, Миколаївський р-н, с. Миколаївка

## Виконувані роботи
- будівництво автомагістралі Москва-Мінськ,
- будівництво аеродромів в Тамбовській і Смоленській областях.

## Чисельність з/к
- 01.04.36 — 12 052,
- 01.10.36 — 56 180,
- 01.01.37 — 31 305,
- 01.01.38 — 24 100,
- 01.07.38 — 49 738,
- 01.10.38 — 39 350,
- 01.01.39 — 27 470;
- 01.01.41 — 10 394,
- 01.07.41 — 14 374;
- 01.01.42 — 8676;
- 01.04.42 — 5848